# Casuarina obesa
Casuarina obesa är en tvåhjärtbladig växtart som beskrevs av Friedrich Anton Wilhelm Miquel. Casuarina obesa ingår i släktet Casuarina och familjen Casuarinaceae. Inga underarter finns listade i Catalogue of Life.

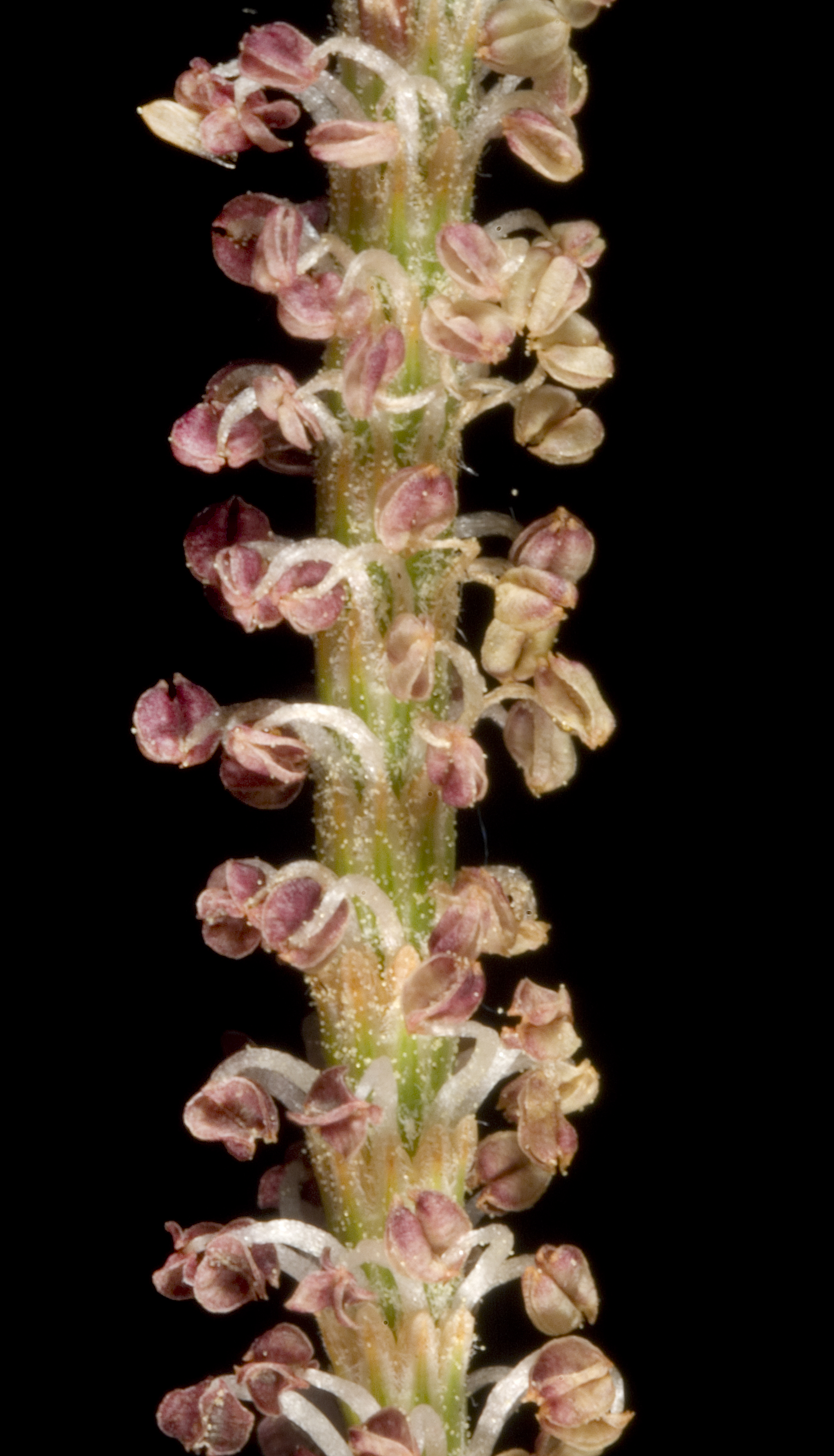
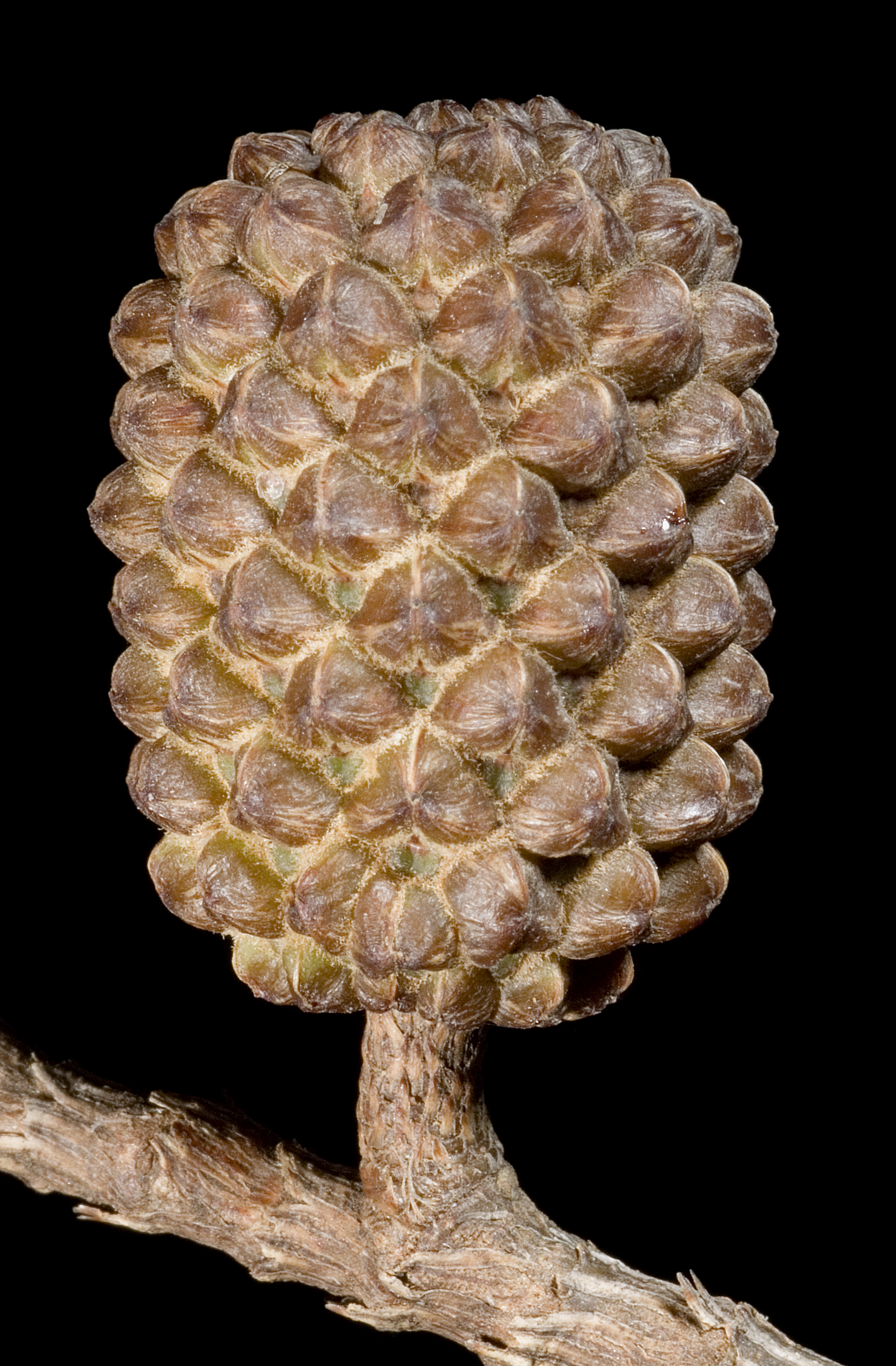
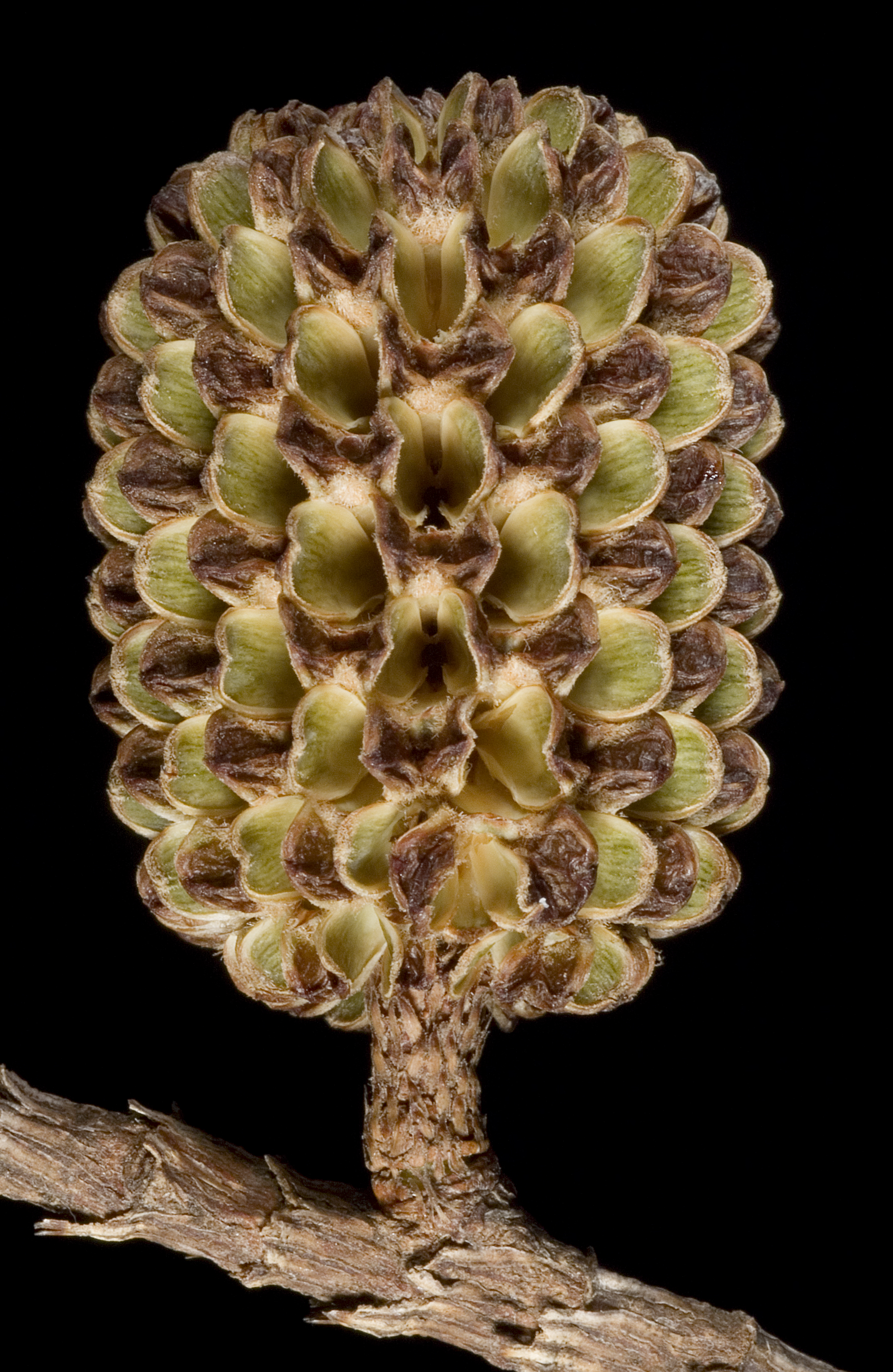